# Port lotniczy Oruzgan
Port lotniczy Oruzgan (IATA: URZ, ICAO: OARG) – port lotniczy położony w mieście Oruzgan, w Afganistanie.